# 亚历山德罗·帕沃利尼

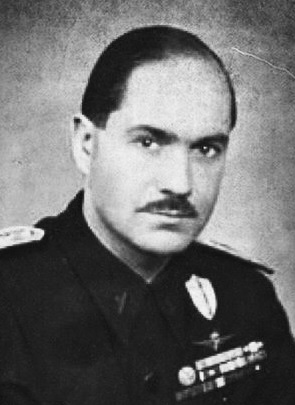
亚历山德罗·帕沃利尼

亚历山德罗·帕沃利尼（Alessandro Pavolini，1903年9月27日—1945年4月28日）是一位意大利政治人物、记者、散文家。
帕沃里尼曾参加过数场黑衫軍行动，在1922年向罗马进军运动中指挥过一个分队。之后，帕沃里尼为法西斯主义出版物撰文。他还担任《晚邮报》记者。帕沃里尼作为中尉参加过第二次義大利衣索比亞戰爭，视察加莱阿佐·齐亚诺指挥的空军中队。1939年，他被任命为墨索里尼内阁的大众文化部长，在这个职位上一直工作到1943年1月。大众文化部长”实际上就是政治宣传部长，高居此位的帕沃里尼对媒体能报道什么、不能报道什么拥有严格控制权。
纳粹德国在格兰迪决议簽訂后开始干涉意大利局势，扶植起傀儡政权意大利社会共和国。帕沃里尼繼續在意大利社会共和国任職，很快就出任共和法西斯党的领袖，他也是共和法西斯党唯一一位党魁。
後來帕沃里尼为逃避抓捕而游泳穿越科莫湖，之后在一块半没入水的岩石上与抓捕者陷入对峙。帕沃里尼在打光子弹后被游击队抓获，在栋戈被处决。他的尸体在被埋葬前和墨索里尼及其情妇克拉拉·贝塔西、尼古拉·邦巴奇等人的尸体一同被倒挂在米兰的洛雷托广场。